# Базмахпюр
Базмахпюр (арм. Բազմաղբյուր) — село на востоке Арагацотнской области Армении. Базмахпюр дословно переводится с армянского, как «множество родников». Село расположено в 7 км к северо-западу от Аштарака.
По данным «Кавказского календаря» 1912 года в селе Такия Эчмиадзинского уезда Эриванской губернии жило 622 человека, в основном азербайджанцев, указанных «татарами».